# I'll Play the Blues for You
I'll Play the Blues for You è un album in studio del cantante e chitarrista statunitense Albert King, pubblicato nel 1972.

## Tracce
1. I'll Play the Blues for You, Pts. 1-2 (Jerry Beach) – 7:20
2. Little Brother (Make a Way) (Henry Bush, Marshall Jones, Carl Smith) – 2:49
3. Breaking up Somebody's Home (Al Jackson Jr., Timothy Matthews) – 7:19
4. High Cost of Loving (Sherwin Hamlett, Allen A. Jones) – 2:56
5. I'll Be Doggone (Pete Moore, Smokey Robinson, Marvin Tarplin) – 5:41
6. Answer to the Laundromat Blues (Albert King) – 4:37
7. Don't Burn Down the Bridge ('Cause You Might Wanna Come Back Across)  (Allen A. Jones, Carl Wells) – 5:07
8. Angel of Mercy (Homer Banks, Raymond Jackson) – 4:20